# Історія пошти та поштових марок Ізраїлю

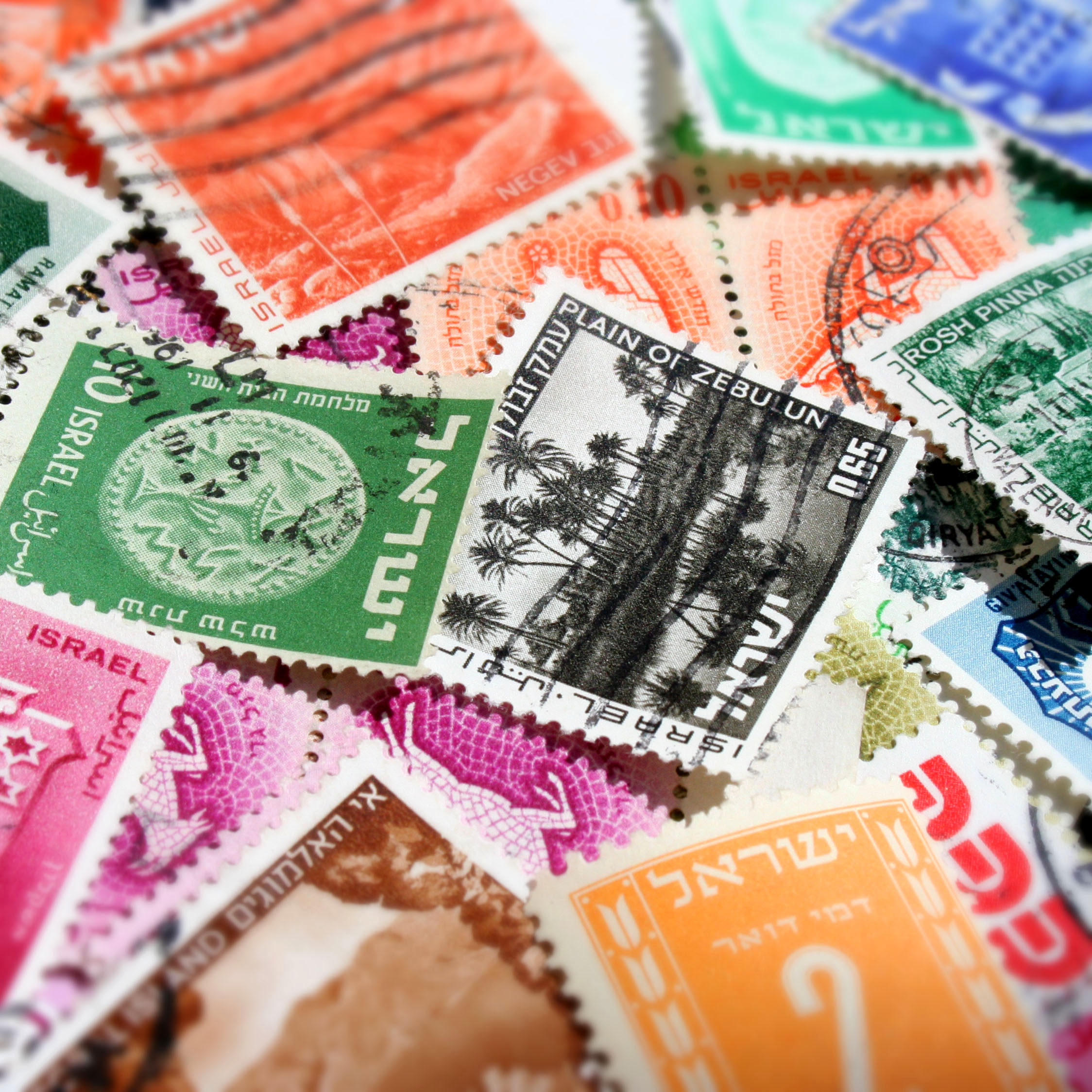
Перші марки Ізраїлю

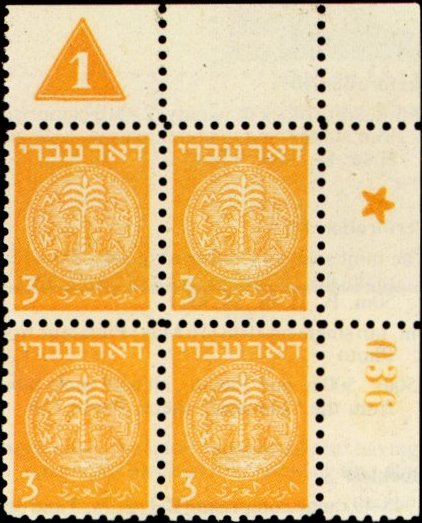
Блок марок номіналом у 3 міллі з першої серії поштових марок Ізраїлю 1948 року

Історія пошти та поштових марок Ізраїлю охоплює періоди розвитку поштового зв'язку на території країни, тобто поштові системи давнини, османського і британського правлінь та сучасної держави Ізраїль. Власні поштові марки випускаються з часу проголошення незалежності країни 14 травня 1948 року: вже через два дні, 16 травня 1948 року, в обігу з'явилися перші поштові марки.

## Розвиток пошти

### Рання історія
Детальніше: Історія пошти та поштових марок Палестини
Історія пошти Ізраїлю бере свій початок від тривалого розвитку поштового сполучення у Палестині, починаючи із Бронзової доби.
За часів мамлюцького правління доставка пошти здійснювалася на конях у Дейр-аль-Баласі, Лідді та інших містах за маршрутом із Каїра в Дамаск. За османської епохи у поштовому обігу знаходилися марки Туреччини. Перші поштові відділення були відкриті консульствами іноземних держав.
Протягом Першої світової війни Єгипетські експедиційні війська Великої Британії окупували Палестину і у 1918 році відмічали поштові марки літерами «E. E. F.» (скорочено від англ. Egyptian Expeditionary Force — «Єгипетська експедиційна армія»).

### Британський мандат
У період Британського мандату у Палестині поштове обслуговування і поштові марки надавав британський уряд. У лютому 1918 року за сприяння Британського експедиційного корпусу в Палестині було здійснено перший випуск безвалютних марок , а у лютому 1920 року — безвалютних марок із наддруківкою "Palestine Eretz Israel". З 1933 по 1948 рр. в обігу були також авіапоштові марки та нещодавно запроваджені авіапоштові листки-картки. Британські поштові відділення і пошта були частково передані уряду Ізраїлю.

### Власна пошта
В травні 1948 року в зв'язку із завершенням мандату та порушенням поштового зв'язку Тимчасовий уряд зробив наддруківки на марках Єврейського національного фонду, а у Нагарії і Цфаті було випущено провізорії.
У 1950 році в Ізраїлі налічувалося 64 поштових відділення. До 1960 року їх кількість зросла до 114, а після Шестиденної війни — до 178 відділень станом на 1970 рік. У 1955 році у двох поселеннях в Негеві почали функціонувати перші мобільні поштові відділення Ізраїлю у вигляді червоних вантажівок. Станом на 1990 рік в країні налічувалося 53 поштових маршрути, що охоплювали 1058 населених пункти включно з ізраїльськими поселеннями на Західному березі і у Секторі Гази.

## Випуски поштових марок

### Перші марки

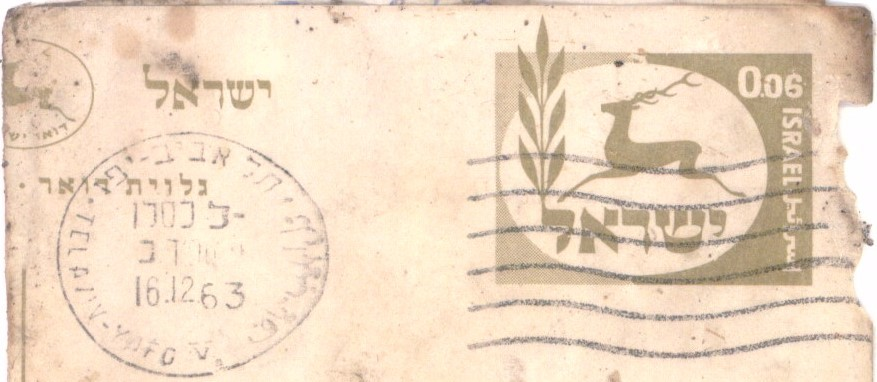
Марка з наддруківкою номіналом 6 агор на поштівці 1963 року, яка зображує перший логоти пошти Ізраїлю

У 1948 році пошта Ізраїлю випустила перші поштові марки нової держави. Оскільки субота в країні є вихідним днем, то неділя 16 травня була першим робочим днем після проголошення незалежності, коли могли продаватися марки. Перша серія марок отримала назву Доар Іврі («Єврейська пошта») через те, що назва країни на той час ще не була обрана. Перша серія стандартних марок включала у себе номінали у  3, 5, 10, 15, 20, 50, 250, 500 і 1000 міллів. Марки були надруковані способом високого друку, мали зубцювання або просічку, а на полях марочного аркуша були надруковані емблема Ізраїлю та відомості про марку. Марки номіналами  5, 10, 15 та 20 міллів були випущені у марочних зошитах. Малюнки для марок «Єврейської пошти» виконав Отте Валліш, який звернувся до давніх монет часів Першої Юдейської війни та пізнішого повстання Бар-Кохби (показані на початку статті). 
Написи на ізраїльських марках зроблені трьома мовами: івритом, арабською і англійською. Таким чином було продовжено практику британського мандату в Палестині, яка відповідала вимогам Ліги Націй.

### Наступні випуски

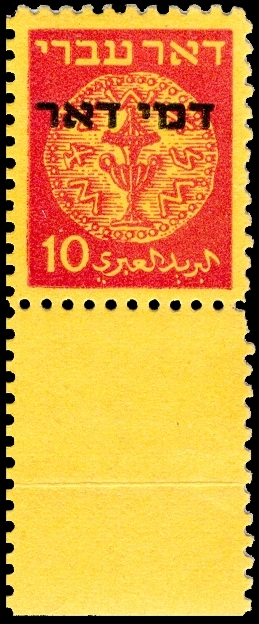
Доплатна марка Ізраїлю номіналом у 10 міллів, 1948 рік

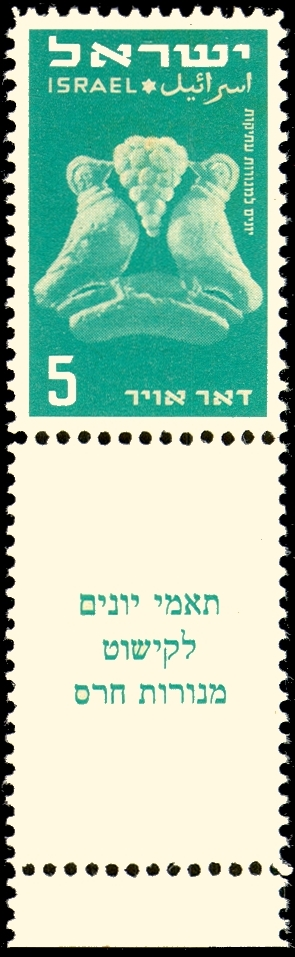
Авіапоштова марка Ізраїлю номіналом 5 міллів, 1950 рік

Пошта Ізраїлю вперше випустила доплатні марки, тет-беші та марки з купонами у 1948 році, авіапоштові марки — у 1950, службові марки для державних установ — у 1951, а провізорії — у 1960 році. Краї марочних аркушів пройшли три неофіційні фази: 
- з 1948 по 1954 рік написи по краях листка були івритом (за чотирма винятками: марки, присвячені Маккабіаді, ізраїльським облігаціям[en], Всесвітньому конгресу сіоністів та Сіоністській організації Америки);
- з 1954 по 1967 рік написи виконувалися івритом та французькою;
- з 1967 року написи по краях лиска та на купонах, як правилом, виконуються івритом і англійською мовою.

Рідко траплялися випадки, коли купон збігався не з тією маркою, як, наприклад, у випадку з двома переплутаними купонами з деякими марками типу «Доар Іврі».
Із самого початку Ізраїль почав робити власні пам'ятні гашення , включно з гашенням першого дня для нового випуску «Доар Іврі» 16 травня 1948 року, а також гашення, присвячені Маккавейським іграм та великим містам у тому ж році. До 1960 року було випущено більше 325 унікальних поштових штемпелів. Починаючи з поштових марок «Доар Іврі», у країні також випускалися конверти першого дня: наприклад, 5 липня 1967 року було випущено конверт першого дня із зображенням Моше Даяна у новому поштамті Єрусалима невдовзі після Шестиденної війни.
Через гіперінфляцію у 1982 та 1984 рр. Ізраїль випустив безвалютні марки із зображенням оливкової гілки. Про ці марки казали. що вони нецікаві, але зручні, оскільки звільняли і державу, і населення від необхідності постійно змінювати розмір поштового тарифу.
У 1990-ті рр. Ізраїль експериментував з автоматами з продажу поштових ярликів (знаків поштової оплати). Автомати «Клюссендорф» (Klussendorf) та ярлики, які вони видавали, були виведені з експлуатації у 1999 році. Було випущено 22 ярлики з кольоровими малюнками. у тому числі 12 ярликів із зображеннями пам'яток та 7 святкових. Ізраїльська пошта також надає послуги експрес-пошти спільно із 143 поштовими установами інших країн.
Армія оборони Ізраїлю забезпечувала поштове обслуговування військовослужбовців. Наприклад. протягом Війни судного дня 1973 року поштове управління ізраїльської армії випустило серію поштівок із карикатурами для підвищення бойового духу солдат. На цих поштівках зображено ізраїльського карикатурного персонажа, який нависає над Дамаском, град та вогонь, які падають з неба на єгипетські піраміди (з цитатою з Виходу 9:24), а також зображений тут «Йом-Кіпур».

### Марки з купонами
Поштові марки Ізраїлю традиційно відрізняються своїми купонами, які мають марки нижнього ряду марочного листка. Наявність або краю аркуша з написами або малюнками, або і з тими, і з іншими, або окремого купона визначалася типографією, у якій друкувався конкретний випуск. У кожному марочному аркуші зазвичай були п'ять марок з купонами. Коли ізраїльське поштове відомство помітило, що марки з купонами популярні серед колекціонерів, воно почало випускати окрім марочних аркушів лише марки нижнього ряду.

### Тематика
У перші роки свого існування Ізраїль випускав марки, присвячені єврейським святам, Єрусалиму, місту Петах-Тіква, пустелі Негев, Маккавейським іграм та  «облігаціям незалежності». Щорічно у країні виходить святкова серія на честь святкування Рош-га-Шана. У 1948 році на присвяченій цьому святу серії були зображені «літаючі сувої». Поштове відомство також випустило малий аркуш, присвячений своїм першим поштовим маркам. У 1952 році Ізраїль випустив першу марку країни на честь конкретної особистості — Хаїма Вейцмана. Серед інших осіб, зображених на марках ізраїлю у 1950-тих рр., були Теодор Герцль, Едмон де Ротшильд, Шолом-Алейхем, Хаїм-Нахман Бялик та Еліезер Бен-Єгуда. Першою жінкою, зображеною на марках Ізраїлю, стала Генрієтта Сольд (1960), першим рабином — Баал Шем Тов (1961), а першим не-єврем — Елеонора Рузвельт.
У 1998 році Ізраїль став першою державою, яка присвятила поштову марку Тіуне Сугіхара, який згодом був зображений на марках Гамбії, Гренади, Гвінеї, Японії, Ліберії, Литви та Сьєрра-Леоне. У 2000 році було випущено марки на пам'ять про двох арабських лідерів: марокканського короля Хасана ІІ та йорданського короля Хусейна.
Дослідники з Університету Еморі встановили, що до 2005 року жінки були зображені на 161 марці Ізраїлю, хоча більшість з них — анонімно. Із 45 поштових марок, присвячених окремим жінкам, 11 зображували біблійних персонажів, а 8 були присвячені жінкам-військовослужбовцям: Хавіві Рейк, Хані Сенеш, Рахелі Янаїт Бен-Цві, Рівці Губер, Рене Леві, Цивії Любеткін, Сарі Ааронсон та неназваній учасниці Єврейської бригади.
Поштові марки Ізраїлю охоплюють загальні теми, зокрема і саму філателію (наприклад, філателістична виставка 1954 року в Єрусалимі), а також такі визначні для держави теми, як юдаїзм та історія євреїв. Наприклад, протягом перших сорока років свого існування держави Ізраїль майже 10% марок країни мали археологічні мотиви згідно з інтелектуальними та ідеологічними причинами.
Країна також представила 110 нових випусків у 1960-ті, 151 — у 1970-ті, 162 — у 1980-ті та 216 — у 1990-ті рр.[25]ру[24]ан У ХХІ столітті ізраїльська пошта щорічно здійснює кількадесят нових марочних емісій: 40 — у 2000, 33 — у 2001, 50 — у 2002, 46 — у 2003, 38 — у 2004, 42 — у 2005, 38 — у 2006, 44 — у 2007 році тощо.
У 2008 році нові випуски були присвячені Ісраелю Рокаху та Аківі Ар'є Вейсу, двом об'єктам Світової спадщини ЮНЕСКО (біблійним телям та Дорозі пахощів) та національній компанії водозабезпечення «Мекорот»

### Спільні випуски
Починаючи з марки 1993 року, присвяченої 50-річчю повстання у Варшавському гетто, випущеної спільно з Польщею, спільні випуски виходили у за співпраці з іншими поштовими адміністраціями. У 1996 році було здійснено спільний з США випуск марки, присвяченої Хануці, у формі малого аркуша. Це була перша самоклейна марка Ізраїлю.
27 січня 2008 року вперше було здійснено спільний з ООН випуск на честь Міжнародного дня пам'яті жертв Голокосту. Також до обігу надійшли марки, випущені спільно з Німеччиною (2005) з нагоди встановлення дипломатичних відносин, спільно з Австрією і Угорщиною (2004, на пам'ять про Теодора Герцля), з Італією (2004, присвячені Великій синагозі у Римі), з Грузією (2001, на честь Шота Руставелі) та Угорщиною (2001, присвячені синагозі на вулиці Дохань в Будапешті).

### Виведення марок з обігу
У певних випадках ізраїльська пошта мала відкликати деякі поштові марки, що викликали занепокоєння релігійних громад. Так, у листопаді 2006 року з поштового обігу було відкликано марку з іменем Бога через побоювання щодо того, що до неї можуть поставитись без належної поваги. Так само вчинили і по відношенню до марок з висловлюваннями з Талмуду.

## Місцеві випуски
У 1948 році через нестачу марок в Єрусалимі, Нагарії, Рішон-ле-Ціоні, Цфаті та деяких інших містах було здійснено кілька випусків місцевих марок. Всі вони були виведені з обігу після надходження перших поштових марок Ізраїлю, випущених 16 травня 1948 року.

## Відносини із поштою Палестини
З 1994-95 рр. Ізраїль відмовляється від обслуговування поштовим зв'язком територій, які згідно з угодами в Осло, мають перейти під контроль Палестинської національної адміністрації (ПНА). ПНА відкрила поштові відділення на всіх підконтрольних їй територіях, розробила власні унікальні поштові штемпелі та випустила власні поштові марки. Міністерство телекомунікацій та інформаційних технологій ПНА видало критичний звіт про організацію поштового зв'язку у підконтрольних Ізраїлю регіонах.

## Розвиток філателії
Філателія дуже популярна серед ізраїльтян. До складу Ізраїльської філателістичної федерації входять біля 20 клубів філателістів, що діють на території країни та 15 філателістичних компаній. У країні також проходять філателістичні ярмарки (під час яких проводиться власне гашення), поштові виставки, видаються щорічні сувенірні аркуші, філателістичні журнали і каталоги. У 1998 році «Ізраїльська пошта» створила в Тель-Авіві музей пошти і філателістики. Також у цьому місті під егідою Міжнародної федерації філателії було проведено Всесвітній філателістичний чемпіонат (англ. World Stamp Championship).
Завдяки реалізації колекціонерам, у тому числі серед єврейської діаспори, філателістичні матеріали приносять значні прибутки бюджету ізраїльської держави.

## Цікаві факти
Ізраїль — єдина в світі країна, яка використовує для своїх поштових марок виключно кошерний клей.

### Додатково
- Agudah le-toldot ha-doʼar shel Erets-Yiśraʼel. "Holy Land Postal History." (1979).
- Aron, Joseph. Forerunners to the forerunners: a pre-philatelic postal history of the Holy Land. Jerusalem: Society of the Postal History of Eretz Israel, 1988.
- Forsher, Bruno J. and Society of Israel Philatelists. The Interim Period Postage Stamps of Israel, March to July 1948: a Handbook. New York: Society of Israel Philatelists, 1969.
- Jewish National Fund. Youth and Education Dept. Catalogue of Jewish National Fund Stamps. Jerusalem: 1966.
- Leibu, E. and Zvi Shimʻoni. The Postal History of the Transition Period in Israel, 1948. Jerusalem: Society of the Postal History of Eretz-Israel, 1991.
- Levison, Milton E. and Society of Israel Philatelists. Educational Fund. The Plate Blocks and Tabs of the Doar Ivri Issue. Cleveland: Society of Israel Philatelists, Educational Fund, 1976.
- Loebl, W. Y. Postal Mechanisation in the Holy Land, 1925-1981. British Association of Palestine-Israel Philatelists. Vol. 1982. Rickmansworth, Herts.: British Association of Palestine-Israel Philatelists, 1982.
- Morginstin, Sid. The Postal Stationery of Israel. Beachwood, Ohio: Educational Fund of the Society of Israel Philatelists, 1998.
- Persoff, Meir. The Running Stag : The Stamps and Postal History of Israel. London: R. Lowe, 1973.
- Ribalow, Harold Uriel. The History of Israel's Postage Stamps. New York: Twayne Publishers, 1956.
- Siegel, Marvin and World Philatelic Congress of Israel, Holy Land, and Judaica Societies. 20th Anniversary Publication. Downsview, Ont., Canada: World Philatelic Congress of Israel Holy Land & Judaica Societies, 1986.
- Sondak, M. Jerusalem Postal Services during the Siege of 1948 : Compilation of Articles and Manuscripts. Jerusalem, Israel: Society of the Postal History of Eretz Israel, 1987.
- Stadtler, Bea. A History of Israel through Her Postage Stamps. New York: Society of Israel Philatelists Educational Fund, 1993.
- Tsaḥor, Yaʻaḳov. Israel Postage Stamps, 1948-1988. Catalogue. Vol. 11. Carta Jerusalem: Israel Postal Authority/Philatelic Service, 1989.
- Wozniak, Maurice D. and Marios Theodossiou. Krause-Minkus Standard Catalog of Israel Stamps : Listings 1948-1999. Global Stamp Series. 2001st ed. Iola, WI: Krause Publications, 2000.